# Panhard & Levassor DS
La DS è un'autovettura di lusso prodotta dal 1929 al 1938 dalla casa automobilistica francese Panhard & Levassor.

## Profilo
Si tratta di una vettura di lusso che ha caratterizzato la produzione della Panhard & Levassor per gran parte degli anni '30 e che si pone un gradino più in alto della CS. Era principalmente proposta come berlina e limousine: negli anni '30, le altre configurazioni chiuse di carrozzeria (torpedo, landaulet, ecc.) stavano rapidamente scomparendo. Non mancarono tuttavia anche diversi esemplari con carrozzeria coupé e cabriolet.
La DS era equipaggiata con motori dotati di distribuzione con valvole a fodero, una soluzione di cui la Casa francese fu una delle principali estimatrici.
La DS conobbe diverse evoluzioni durante i suoi 9 anni di carriera:
- 1929: lancio della 6DS, dotata di un 6 cilindri da 3507 cm³ di cilindrata. Contrassegnata dalla sigla di progetto X66, era disponibile principalmente come limousine a 6 o a 4 posti, ma a richiesta poteva essere ottenuta anche come berlina, coupé o cabriolet. Intanto viene realizzato il primo prototipo della versione a 8 cilindri, la 8DS.
- 1930: con la sigla di progetto X67 viene lanciata la 8DS, equipaggiata con un 8 cilindri da 5084 cm³ di cilindrata. Era disponibile unicamente come limousine a 6 posti.
- 1932: la 6DS esce di produzione dopo 509 esemplari prodotti. Viene lanciata la 6DS RL (sigla di progetto X70), dotata di un 6 cilindri da 4080 cm³ di cilindrata. Proposta inizialmente come berlina e come limousine a 4 posti, ne fu poi introdotta anche la versione limousine a 6 posti, con il nome di 6DS RL2.Il prototipo con alimentazione a gas

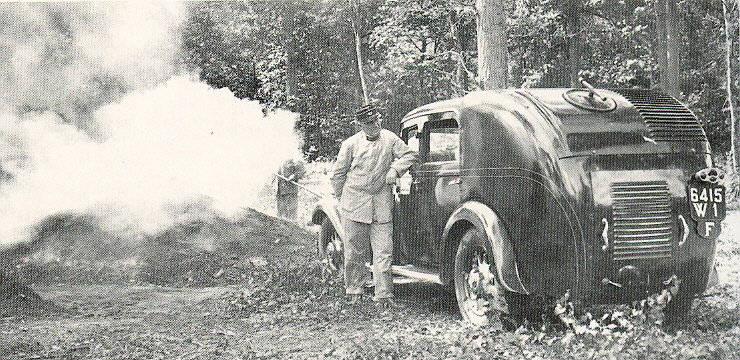
Il prototipo con alimentazione a gas

- 1934: sostanzioso restyling su tutta la gamma DS, lancio della versione Panoramique e adozione di un nuovo motore per la 6DS, della cilindrata di 4783 cm³. La 6DS RL viene ribattezzata 6DS RL-N, con sigla di progetto X74, e mantiene la meccanica delle ultime 6DS RL. Viene anche realizzato un prototipo di DS con alimentazione a gas.
- 1935: Le 6DS RL-N vengono nuovamente ribattezzate come DS Spécial La 8DS, invece, viene ribattezzata semplicemente 8 Cylindres.
- 1938: uscita di produzione dell'intera gamma DS, sostituita, assieme alla CS, dalla Dynamic. I dati di produzione delle ultime versioni erano i seguenti: 43 esemplari solamente per le 8DS e 8Cylindres e 651 esemplari per le 6DS RL, RL-N e DS Spécial.